# Notacanthiformes
Os Notacanthiformes são uma ordem de peixes actinopterígeos.

## Famílias
- Halosauridae
- Notacanthidae